# Abrothrix olivaceus
Abrothrix olivaceus је врста глодара из породице хрчкова (лат. Cricetidae).

## Распрострањење
Врста је присутна у следећим државама: Аргентина и Чиле.

## Станиште
Станишта врсте су шуме и екосистеми ниских трава и шумски екосистеми. 

## Угроженост
Ова врста је наведена као последња брига, јер има широко распрострањење и честа је врста.